# Guerra ruso-bizantina (860)
La guerra ruso-bizantina de 860 es la única gran expedición militar emprendida por el Jaganato de Rus de la que ha quedado constancia en las fuentes bizantinas y europeas. Los relatos difieren en cuanto a los eventos, con discrepancias entre las fuentes contemporáneas y las posteriores, y el resultado final es incierto. Se sabe por fuentes bizantinas que los rusos cogieron Constantinopla por sorpresa, mientras que el imperio estaba ocupado en las guerras contra los árabes y era incapaz de afrontar la amenaza rusa. Tras saquear los suburbios de la capital bizantina, los rusos se retiraron, aunque la naturaleza de su retirada, y el bando victorioso, está abierto al debate. Esto propició la aparición de una tradición en la Iglesia ortodoxa oriental, que atribuye la liberación de Constantinopla a la milagrosa intervención de la Theotokos.

## Contexto
Los bizantinos habían entrado en contacto con los rus en 839. El momento elegido para el ataque sugiere que los rusos tenían conocimiento de la ciudad y sus puntos débiles, demostrando que las rutas de comercio y comunicación aún persistían en la época. No obstante, el ataque ruso fue tan súbito e inesperado «como un enjambre de avispas», en palabra de Pocio. El imperio estaba intentando detener el avance árabe por Asia Menor; la guarnición de la fortaleza de Lulon se había rendido inesperadamente a los árabes en marzo de 860, y en abril o mayo ambos bandos intercambiaron prisioneros. La situación pareció relajarse; sin embargo, a comienzos de junio, el emperador Miguel III abandonó Constantinopla hacia Asia menor con la intención de invadir el Califato abasí.

## Asalto

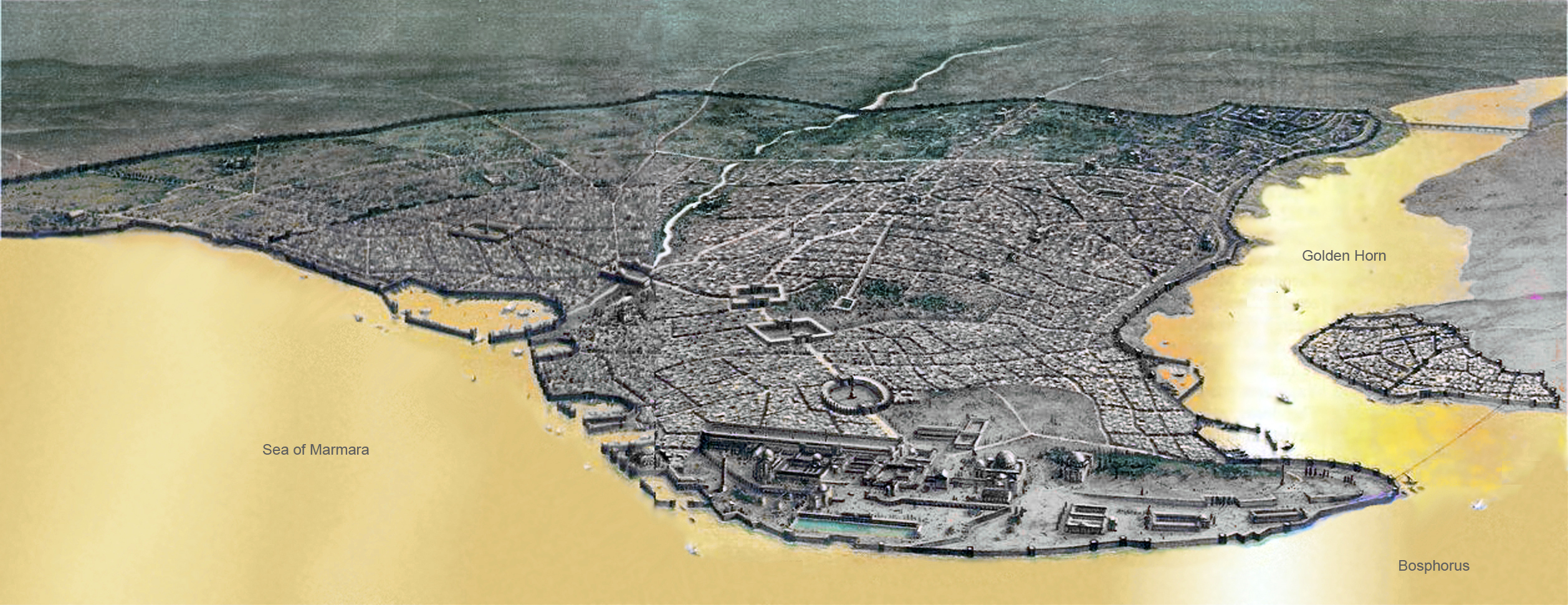
Constantinopla durante el Imperio Bizantino.

Al atardecer del 18 de junio de 860, una flota de en torno a 200 naves de Rus penetraron en el Bósforo e iniciaron el saqueo de los suburbios de Constantinopla (Antiguo eslavo oriental: Tsargrad, Nórdico antiguo: 
Miklagarðr). Los atacantes incendiaban las casas y ahogaban y apuñalaban a los residentes. Incapaz de rechazar a los invasores, Focio, Patriarca de Constantinopla urgió a sus fieles a pedir al Theotokos que salvara la ciudad. Tras devastar los alrededores, los Rus entraron en el mar de Mármara y atacaron las islas Príncipe, donde vivía exiliado Ignacio de Constantinopla, el anterior Patriarca. Los Rus saquearon las viviendas y los monasterios, asesinando a los prisioneros. Capturaron a veintidós de los sirvientes del patriarca, los llevaron a los barcos y allí los despedazaron con hachas.
El ataque cogió a los romanos por sorpresa, «como un trueno del cielo», según las palabras de Focio en su famosa oración escrita con ese motivo. El emperador Miguel III se encontraba ausente de la ciudad, al igual que su armada, temida por su habilidad en el uso del letal fuego griego. El ejército imperial (incluyendo las guarniciones habitualmente acuarteladas en las cercanías de la capital) se hallaba luchando contra los Árabes en Asia Menor. Las defensas terrestres de la ciudad se hallaban debilitadas por la ausencia de estas guarniciones, pero las defensas marítimas también presentaban carencias. La Armada Bizantina se hallaba luchando con árabes y normandos en el mar Egeo y en el Mediterráneo. Este frente abierto dejaba indefensas y predisponía a un ataque contra las costas e islas del mar Negro, Bosforo y mar de Mármara.
La invasión se prolongó hasta el 4 de agosto cuando, en otro de sus sermones, Focio agradeció a los cielos la milagrosa salvación de la ciudad de tan terrible amenaza. En los escritos de Focio aparece mencionado por primera vez el nombre de "Rus" (Rhos, griego: Ρως) en una fuente griega; previamente, los habitantes de las tierras situadas al norte del mar Negro recibían el nombre de "Tauroescitas". El patriarca reporta que no cuentan con un jefe supremo y que habitan en algunas distantes tierras septentrionales. Focio los llamaba έθνος άγνωστον, "pueblo desconocido", aunque algunos historiadores prefieren traducir la frase como "pueblo oscuro", señalando la existencia de anteriores contactos entre bizantinos y Rus.

## Tradiciones posteriores

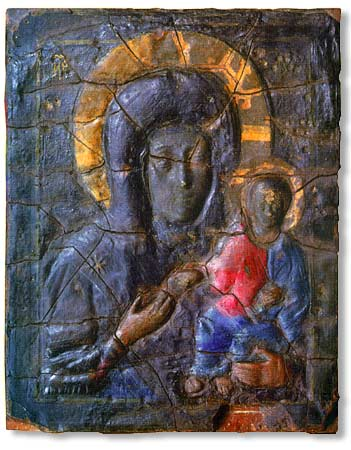
La Blachernitissa: el icono ante el que Miguel III pudo haber rezado al Theotokos pidiendo la liberación de Constantinopla.

Los sermones de Focio no nos dan pistas del resultado de la invasión y de los motivos que llevaron a los Rus a retirarse a sus territorios. Fuentes posteriores atribuyen su retirada al rápido regreso del emperador a la capital. Según esta historia, después de que Miguel y Focio colocaran el velo del Theotokos en el mar, se desencadenó una tormenta que dispersó la flota invasora. En siglos posteriores, se dijo que el emperador se dirigió a la Iglesia de Santa María de las Blanquernas que acogía un famoso icono de la Virgen (llamada Blachernitissa). El emperador sacó en procesión la túnica de la Theotokos a lo largo de las murallas de la ciudad. Esta preciosa reliquia bizantina fue depositada simbólicamente en el mar y un gran viento se levantó inmediatamente, haciendo naufragar los barcos Rus.
La piadosa leyenda fue transcrita por Jorge el Monje, cuyo manuscrito fue una fuente importante para la Crónica de Néstor. Los autores de la crónica kievana incluyen los nombres de Askold y Dir al relato, considerando que estos dos varegos gobernaban Kiev en 866, fecha atribuida a la primera expedición Rus contra la capital bizantina en algunas fuentes.

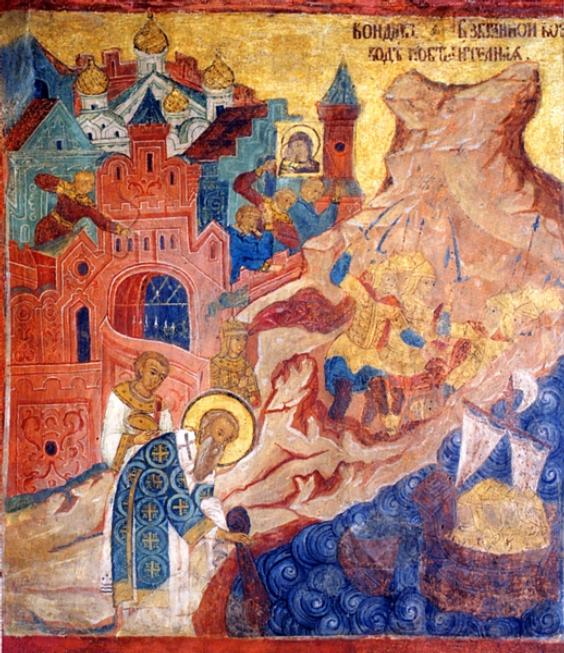
Miguel III y Focio depositando el velo del Theotokos en el mar. Fresco de 1644 de la Iglesia de la Deposición del Velo (en), Kremlin de Moscú.

El relato de Néstor del primer encuentro entre los Rus y los Bizantinos habría contribuido al aumento de la popularidad de la Theotokos en Rusia. La milagrosa salvación de las hordas bárbaras se convertiría en uno de los temas de la pintura icónica rusa, sin comprender que las hordas en cuestión podrían proceder de Kiev. Aún más, cuando la Blachernitissa fue llevada a Moscú en el siglo XVII, se dijo que esa imagen había salvado Tsargrad (Constantinopla) de las tropas del Khan de Escitia después de que Miguel III se lo hubiera rogado a la Theotokos. Nadie advirtió que la historia mostraba paralelos con la secuencia de acontecimientos descrita por Néstor.
En el siglo IX, la leyenda se extendió hasta el punto de que, en una antigua columna situada en el Foro de Taurus, apareció una inscripción prediciendo que Constantinopla sería conquistada por los Rus. Esta leyenda, bien conocida en la literatura Bizantina, fue revivida por la eslavofilia del siglo XIX, cuando el Imperio ruso se enfrentaba al Imperio Otomano por el control de la ciudad.

## Críticas
Tal y como demostraron Oleg Tvórgov y Constantine Zuckerman entre otros, las fuentes del siglo IX y posteriores no están en sintonía con los primeros registros del acontecimiento. En su Augusto sermón, Focio no menciona ni el regreso de Miguel III a la capital ni el milagro del velo (en el cual supuestamente intervino).
Por otra parte, el papa Nicolás I, en una carta enviada a Miguel III el 28 de septiembre de 865 menciona el reciente asalto de los paganos, a los que se dejó retirar sin castigo. La Crónica Veneciana de Juan el Diácono nos dice que las Normanorum gentes, tras devastar el suburbanum de Constantinopla, volvieron triunfantes a sus tierras("et sic praedicta gens cum triumpho ad propriam regressa est").
Parece ser que la victoria de Miguel III sobre los Rus fue una invención de los historiadores bizantinos de mediados del siglo IX y posteriores, y que esta tesis fue generalmente aceptada en las crónicas eslávicas que los tomaron como referencia.
Sin embargo, el recuerdo de una campaña victoriosa fue transmitida oralmente por los Kievanos y pudo ser recogida por Néstor en su relato de la campaña de 907 de Oleg de Nóvgorod, que no aparece en absoluto en las fuentes bizantinas.